# Tri-Car Company of America
Tri-Car Company of America war ein US-amerikanischer Hersteller von Automobilen.

## Unternehmensgeschichte
Das Unternehmen aus Denver in Colorado stellte 1912 einige Automobile her. Der Markenname lautete American Tri-Car.

## Fahrzeuge
Im Angebot stand nur das Model A. Es war ein Dreirad mit hinterem Einzelrad. Ein luftgekühlter Zweizylindermotor mit 10 bis 12 PS Leistung war vorne im Fahrzeug montiert und trieb über ein Planetengetriebe das Hinterrad an. Die Bremse wirkte ebenfalls auf das Hinterrad. Die Motorhaube ähnelte den Modellen von Renault. Der offene Runabout bot Platz für zwei Personen nebeneinander.